# Emerado
Emerado è un centro abitato (city) degli Stati Uniti d'America, situato nella Contea di Grand Forks, nello Stato del Dakota del Nord. Nel censimento del 2000 la popolazione era di 510 abitanti. La città è stata fondata nel 1885. Appartiene all'area metropolitana di Grand Forks.

## Geografia fisica
Secondo i rilevamenti dell'United States Census Bureau, la località di Emerado si estende su una superficie di 0,80 km², tutti occupati da terre.

## Popolazione
Secondo il censimento del 2000, a Emerado vivevano 510 persone, ed erano presenti 120 gruppi familiari. La densità di popolazione era di 635 ab./km². Nel territorio comunale si trovavano 328 unità edificate. Per quanto riguarda la composizione etnica degli abitanti, il 76,27% era bianco, il 5,49% era afroamericano, il 6,86% era nativo e il 3,14% proveniva dall'Asia. Il 4,51% apparteneva ad altre razze, mentre il 3,73% appartiene a due o più razze. La popolazione di ogni razza ispanica corrispondeva al 6,86% degli abitanti.
Per quanto riguarda la suddivisione della popolazione in fasce d'età, il 24,3% era al di sotto dei 18, il 9,4% fra i 18 e i 24, il 40,2% fra i 25 e i 44, il 22,2% fra i 45 e i 64, mentre infine il 3,9% era al di sopra dei 65 anni di età. L'età media della popolazione era di 33 anni. Per ogni 100 donne residenti vivevano 127,7 maschi.